# Roger Clark (acteur)
Cet article concerne l'acteur irlandais-américain. Pour le pilote de rallye anglais, voir Roger Clark.
Pour les articles homonymes, voir Clark.
Roger Clark, né le 14 juillet 1978 dans le New Jersey, est un acteur américano-irlandais et un artiste voix hors champ. Il est surtout connu pour avoir fourni la voix et la capture de mouvement d'Arthur Morgan dans Red Dead Redemption 2.

## Biographie
Clark est né dans le New Jersey. Sa mère est irlandaise et son père est américain et irlandais. La famille passait chaque été dans la ville natale de la mère, à Sligo, en Irlande; ils y ont ensuite emménagé lorsque Roger avait 12 ans.
Il est parti au pays de Galles pour étudier les médias et le théâtre à l'Université de Glamorgan,. Après avoir vécu à Londres un certain temps, il est parti vivre à New York au début des années 2010.

## Vie personnelle
Roger Clark possède la double nationalité irlandaise et américaine. Il s'est marié le 25 avril 2014 à sa femme, Molly Clark, avec qui il a deux fils: Colin, né le 18 février 2013, et Ruari. Colin se trouve sur le spectre autistique.

## Filmographie

### Cinéma
- 2014 : Le rêve d'une nuit d'été : Duc Thésée

### Télévision
- 2007 : L'ouest sauvage : Capitaine Weir
- 2011 : Thor et Loki: Blood Brothers : Sujet, Attendant. Professeur (voix)
- 2013 : Heure H : mécène

### Jeux vidéos
- 2009 : Shellshock 2: Blood Trails : Sgt. Jack Griffin, Zombies
- 2018 : Red Dead Redemption 2 : Arthur Morgan
- 2023 : Fort Solis (en): Jack Leary

## Récompenses
| Année | Prix                                             | Catégorie                   | Travail               | Résultat |
| ----- | ------------------------------------------------ | --------------------------- | --------------------- | -------- |
| 2018  | Les Game Awards 2018 de la meilleure performance | Meilleure performance       | Red Dead Redemption 2 | Gagné    |
| 2019  | New York Game Awards                             | Meilleur acteur dans un jeu | Red Dead Redemption 2 | Nommé    |
| 2019  | 18e remise annuelle des prix NAVGTR              | Performance dans un drame   | Red Dead Redemption 2 | Nommé    |
| 2019  | 15e cérémonie des British Academy Games Awards   | Interprète                  | Red Dead Redemption 2 |          |